# Bistum Maguelone

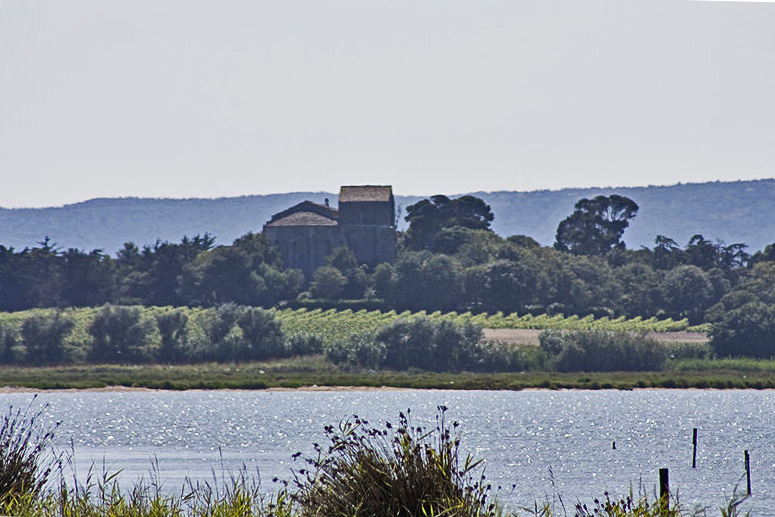
Ehemalige Kathedrale von Maguelone

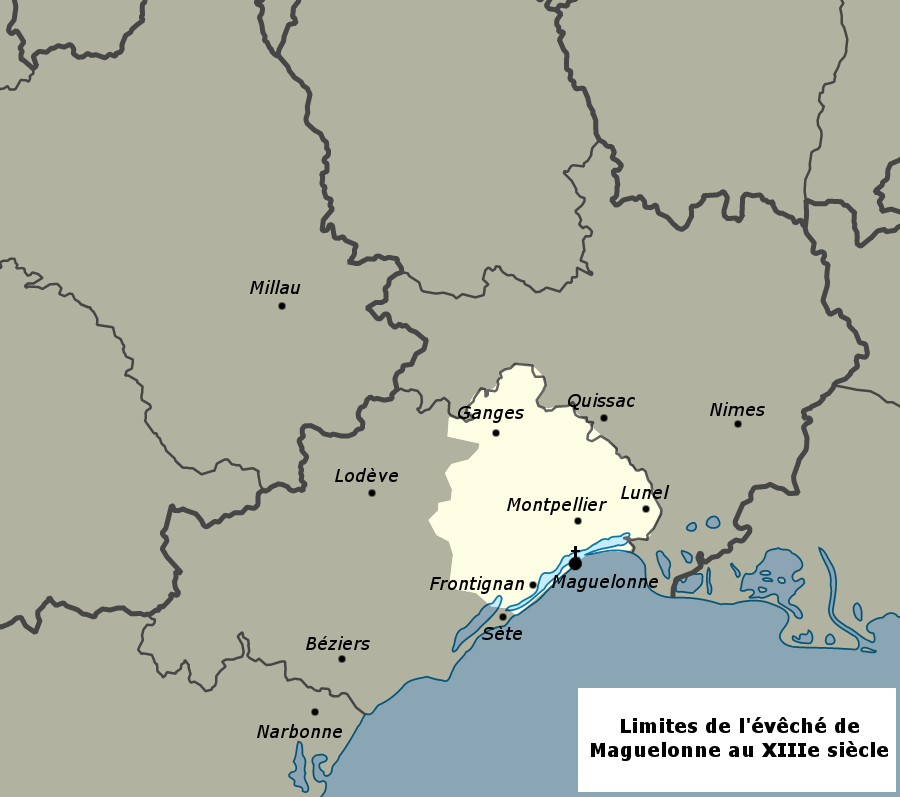
Bistum Maguelone im 13. Jahrhundert

Das Bistum Maguelone ist ein ehemaliges Bistum im Languedoc im Süden Frankreichs. Es hatte seinen Sitz in der Kathedrale St-Pierre-et-St-Paul de Maguelone, die im heutigen Département Hérault auf einer vom Festland durch Küstenseen (étangs) abgetrennten Nehrung liegt.

## Geschichte
Das Bistum Maguelone scheint bereits im 5. Jahrhundert – vielleicht sogar schon im 3. Jahrhundert – existiert zu haben, doch tragen die ersten namentlich bekannten Bischöfe Aetherius (um 450), Vincent (um 550) und Viator (um 557) legendenhafte Züge. Im 6. Jahrhundert gehörte Maguelone zum Westgotenreich und ein Bischof Boëtius von Maguelone ließ sich beim Konzil von Toledo (589) vertreten.
Aufgrund seiner exponierten Lage wurde der Ort im frühen 8. Jahrhundert von sarazenischen Piraten erobert. Dieses Ereignis und die anschließende Rückeroberung durch Karl Martell führten zur Entvölkerung der Region. Auch der Bischofssitz wurde nach Melgueil (heute Mauguio) verlegt. Erst Bischof Arnaud I. verlegte mit päpstlicher Unterstützung um 1030/2 den Sitz wieder nach Maguelone zurück, wo im Jahr 1054 die neue Kathedrale eingeweiht wurde, die jedoch im 12. Jahrhundert durch einen Neubau ersetzt wurde.
Im Jahre 1536 wurde die Diözese zum Bistum Montpellier umfirmiert, das im Jahr 2002 zum Erzbistum erhoben wurde.